# Antentempel

Plattegrond van een antentempel

De antentempel is de basisvorm van een Griekse tempel. Hierbij werd aan de voorzijde tussen de anten, de twee uitstekende muren van de pronaos, een rij zuilen geplaatst. Men zegt ook wel met een Latijnse uitdrukking dat de zuilen in antis staan.
Een voorbeeld van deze bouwvorm:
- Het schathuis van de Atheners, in Delphi

Ook lang voor de Grieken werden er in Mesopotamië al tempels van deze vorm gebouwd, zoals rond 2700 v.Chr. in Tell Chuera in het noorden van Syrië.

## Zie ook

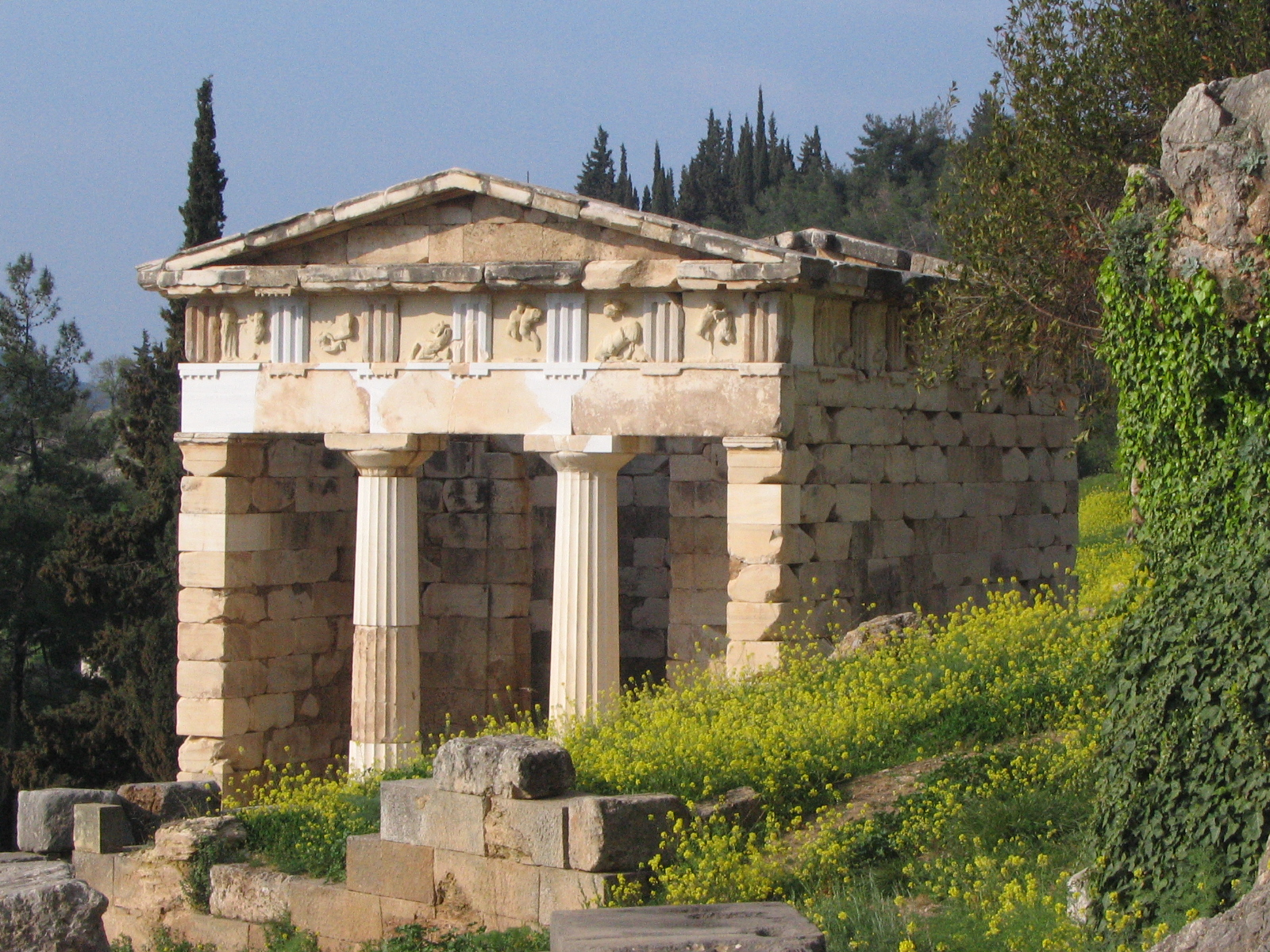
Het schathuis van de Atheners, in Dorische stijl in Delphi